# OSIP
oSIPはSession Initiation Protocol(SIP)の下位層を実装するVoIPアプリケーション用の自由ソフトウェアライブラリである。このライブラリには、あらゆるSIPアプリケーションに必要な最小限のコードベースが含まれており、あらゆるSIP拡張機能や動作を実装するのに十分な柔軟性を備えている。2000年9月に開始され、2001年4月に公開されたoSIPは、現在も開発および保守が行われている最も古いSIPオープンソーススタックの一つである。このプロジェクトは2002年にGNU oSIPとしてGNUプロジェクトの一部になった。

## oSIPを使用しているソフトウェア
- eXosip - eXtended osipライブラリは、Aymeric Moizardによって書かれたソフトフォン実装用のoSIPの拡張である。
- GNU SIP Witch（英語版）

## oSIPを使用していたソフトウェア
- Linphone（英語版） -  LinphoneはoSIPとeXosipをベースにした最初のプロジェクトである。
- Jami.
- FreeSWITCH（英語版）.

## 学術研究での使用
- Yang, Yang (2007). SIP over Client Initiated Connections (Thesis). Helsinki University of Technology. 2016年4月2日時点のオリジナルよりアーカイブ。2014年1月29日閲覧。
- Burgy, Laurent (2008). Approche langage au développement du support protocolaire d'applications réseaux (PDF) (Thesis). University of Bordeaux 1.
- Dai, H B (2008). Theory and Implementation of VoIP Based SIP Protocol (Thesis). Chinese Geology University (Beijing).
- Wang, H (2008). The Design and Development of IP Phone's Added-Vale Services Based on SIP Protocol (Thesis). Beijing University of Posts and Telecommunications.
- SongYuNa (2009). The Research and Development of Embedded VoIP Gateway Based on IXP425 (Thesis). Tianjin University.
- Zhang, Z H (2010). Research And Implementation Of IP Phone Terminal Based On SIP Protocol (Thesis).